# Braïliv
Braïliv (ukrainien : Браїлів) est une commune urbaine de l'oblast de Vinnytsia, en Ukraine. Elle compte 4 425 habitants en 2021.